# Ілайша Грей
Ілайша Грей (англ. Elisha Gray; 2 серпня 1835, Бельмонт, Огайо, США — 21 січня 1901, Массачусетс, США) — американський інженер-електрик, співзасновник компанії Western Electric Manufacturing Company. Ілайша Грей також вважається батьком сучасного музичного синтезатора, він отримав понад 70 патентів на свої винаходи. Грей був одним із засновників компанії Graybar, придбавши контрольний пакет акцій компанії невдовзі після її створення.

## Біографія
Народився в сім'ї квакеров у Барнсвіллі, штат Огайо. Грей був вихований на фермі. Заробляв на життя і навчання плотничим ремеслом. Він провів кілька років в Оберлінському коледжі, де експериментував з електричними приладами. Грей не закінчив університет, але він викладав там електрику і науку і збудував лабораторне обладнання для своїх наукових відділів.
У 1862 році Грей одружився з Делією Мінервою Шепард в Оберліні.
У 1865 році Грей винайшов самоналаштовуване телеграфне реле, яке автоматично адаптувалося до різної ізоляції телеграфної лінії.
У 1869 році Еліша Грей і його партнер Еноса М. Бартон заснували компанію Gray & Barton Co. в Клівленді, штат Огайо для постачання телеграфного обладнання гігантської компанії Western Union Telegraph. Електророзподільний бізнес пізніше був виділений і організований в окрему компанію Graybar Electric Company, Inc.
У 1870  роціфінансування Gray & Barton Co було організовано генералом Енсоном Стейджером, суперінтендантом Вестерн Юніон Телеграф Компані. Стейджер став активним партнером Gray & Barton Co. і залишився в раді директорів. Компанія переїхала в Чикаго недалеко від Гайленд Парку. Грей пізніше відмовився від адміністративної посади головного інженера, щоб зосередитися на винаходах, які могли б принести користь телеграфнії промисловості. Винаходи Грея і витрати на патент фінансувалися стоматологом, доктором Семюелем С. Вайтом з Філадельфії, який заробив статок на виробництві фарфорових зубів. Вайт хотів, щоб Грей зосередився на акустичному телеграфі, який обіцяв величезні прибутки замість того, що здавалося безперспективним конкуруючим винаходом, таким як телефон, Вайт вирішив у 1876 році перенаправити інтерес Грея до телефону.
У 1870 році Грей розробив сигналізатор для готелів і ще один-для ліфтів. Він також розробив мікрофонний принтер, який мав клавіатуру друкарської машинки і друкував повідомлення на паперовій стрічці.
Грей був членом Хартії Пресвітеріанської Церкви в Гайленд Парк, штат Іллінойс. В церкві 29 грудня 1874 року Грей вперше публічно продемонстрував свій винахід для передачі музичних тонів і передав «знайомі мелодії з телеграфного дроту», йдеться в газетному оголошенні. Це був один з найбільш ранніх електричних музичних інструментів, що використовують вібраційні електромагнітні схеми, які були одноточечними осциляторами, керованими двохоктавною фортепіанною клавіатурою. У «музичному Телеграфі» використовувалися сталеві очерети, коливання яких створювалися електромагнітами і передавалися з телеграфного дроту. Також він побудував простий гучномовець більш останніх моделях складаючись з вібруючи діафрагми в магнітному полі для того щоб зробити генератор тонізує звуковим і більш гучним на приймальному кінці. У 1900 році Грей працював над підводним сигнальним пристроєм. Після його смерті в 1901 році чиновники дало винахід в Оберлін коледж. Через кілька років він був визнаний винахідником підводного сигнального пристрою.
27 липня 1875 року Грей отримав патент США 166095 на «електричний телеграф для передачі музичних тонів» (акустична телеграфія).
У 1887 році Сірий винайшов телеавтограф, пристрій, який міг віддалено передавати почерк через телеграфні системи. Грей отримав кілька патентів на ці піонерські факсимільні апарати, а компанія Gray National Telautograph була зафрахтована в 1888 році й продовжувала свою діяльність в якості корпорації Telautograph протягом багатьох років; після серії злиттів вона була нарешті поглинена Xerox в 1990-х роках. Телескопічні машини Грея використовувалися банками для підписання документів на відстані і для військових для відправки письмових команд під час випробувань на пістолет, коли оглушливий шум із знарядь виголошував розмовні замовлення по телефону непрактично. Машини використовувались на вокзалах для зміни графіка.
Грей задумав примітивну замкнену телевізійну систему, яку він назвав «телефото». Картинки будуть сфокусовані на масиві клітин селену, і сигнали від клітин селену будуть передаватися на віддалену станцію на окремих дротах. На приймальному кінці кожен провід буде відкривати чи закривати затвор для відтворення зображення.
У 1899 році Грей переїхав до Бостона, де продовжував працювати над винаходами. Один з його проєктів полягав у розробці підводного сигнального пристрою для передачі повідомлень на кораблі. Один з таких сигнальних пристроїв було перевірено 31 грудня 1900 року.

## Смерть
21 січня 1901 року Грей помер від серцевого нападу в Ньютонвілі, штат Массачусетс.